# Fortaleza de Prilepac
Prilepac (cirílico serbio: Прилепац), o Prilepnica (cirílico serbio: Прилепница) o Përlepnica (en albanés: Përlepnicë), fue una fortaleza medieval cerca de Novo Brdo (en la actual República de Kosovo). La fortaleza es conocida por ser el lugar de nacimiento de Lazar Hrebeljanović, un gobernante medieval y héroe de la poesía épica serbia.